# Tompokersan
Tompokersan is een bestuurslaag in het regentschap Lumajang van de provincie Oost-Java, Indonesië. Tompokersan telt 14.376 inwoners (volkstelling 2010).